# 愛山上川インターチェンジ
愛山上川インターチェンジ（あいざんかみかわインターチェンジ）は、北海道上川郡愛別町字愛山にある旭川紋別自動車道のハーフインターチェンジ。
比布JCT方面のみ利用可能となっている。
IC番号に枝番(2-1)がついているのは、当初から計画されていたICではなかったためである。

## 歴史
- 2004年（平成16年）10月30日：愛別IC - 愛山上川IC 間（愛別上川道路）が開通
- 2006年（平成18年）11月19日：愛山上川IC - 上川天幕出入口間 （愛別上川道路・上川上越道路）が開通[1]
- 2010年（平成22年）3月28日：上川層雲峡IC - 浮島IC間（上川上越道路）の接続に伴い上川天幕出入口を閉鎖[2]

## 周辺
大雪山沼ノ平・永山岳方面への登山・ハイキングコース拠点となる愛山渓温泉（冬季営業休止）への最寄ICになっている。
- 愛山駅跡（JR北海道・石北本線）
- 安足間駅（JR北海道・石北本線）
- 石狩川

## 接続する道路
- 直接接続
  - 国道39号

## 隣
E39 旭川紋別自動車道（愛別上川道路）
(2) 愛別IC - (2-1) 愛山上川IC - (3) 上川層雲峡IC